# Cryphia minima
Cryphia minima là một loài bướm đêm trong họ Noctuidae.